# Layrac-sur-Tarn
Layrac-sur-Tarn (okzitanisch Lairac de Tarn) ist eine französische Gemeinde im Département Haute-Garonne in der Region Okzitanien. Sie gehört zum Arrondissement Toulouse und zum Kanton Villemur-sur-Tarn. Die 312 Einwohner (Stand: 1. Januar 2022) werden Layracois genannt.

## Geographie
Layrac-sur-Tarn liegt etwa 23 Kilometer nordnordöstlich von Toulouse am Fluss Tarn, der die südwestliche Gemeindegrenze bildet. Umgeben wird Layrac-sur-Tarn von den Nachbargemeinden Montvalen im Norden und Nordosten, Mirepoix-sur-Tarn im Osten und Südosten, La Magdelaine-sur-Tarn im Süden und Südosten sowie Bondigoux im Westen und Nordwesten.

## Bevölkerungsentwicklung
| Jahr                       | 1962 | 1968 | 1975 | 1982 | 1990 | 1999 | 2006 | 2018 |
| Einwohner                  | 298  | 318  | 310  | 307  | 319  | 264  | 304  | 316  |
| Quellen: Cassini und INSEE |      |      |      |      |      |      |      |      |

## Sehenswürdigkeiten

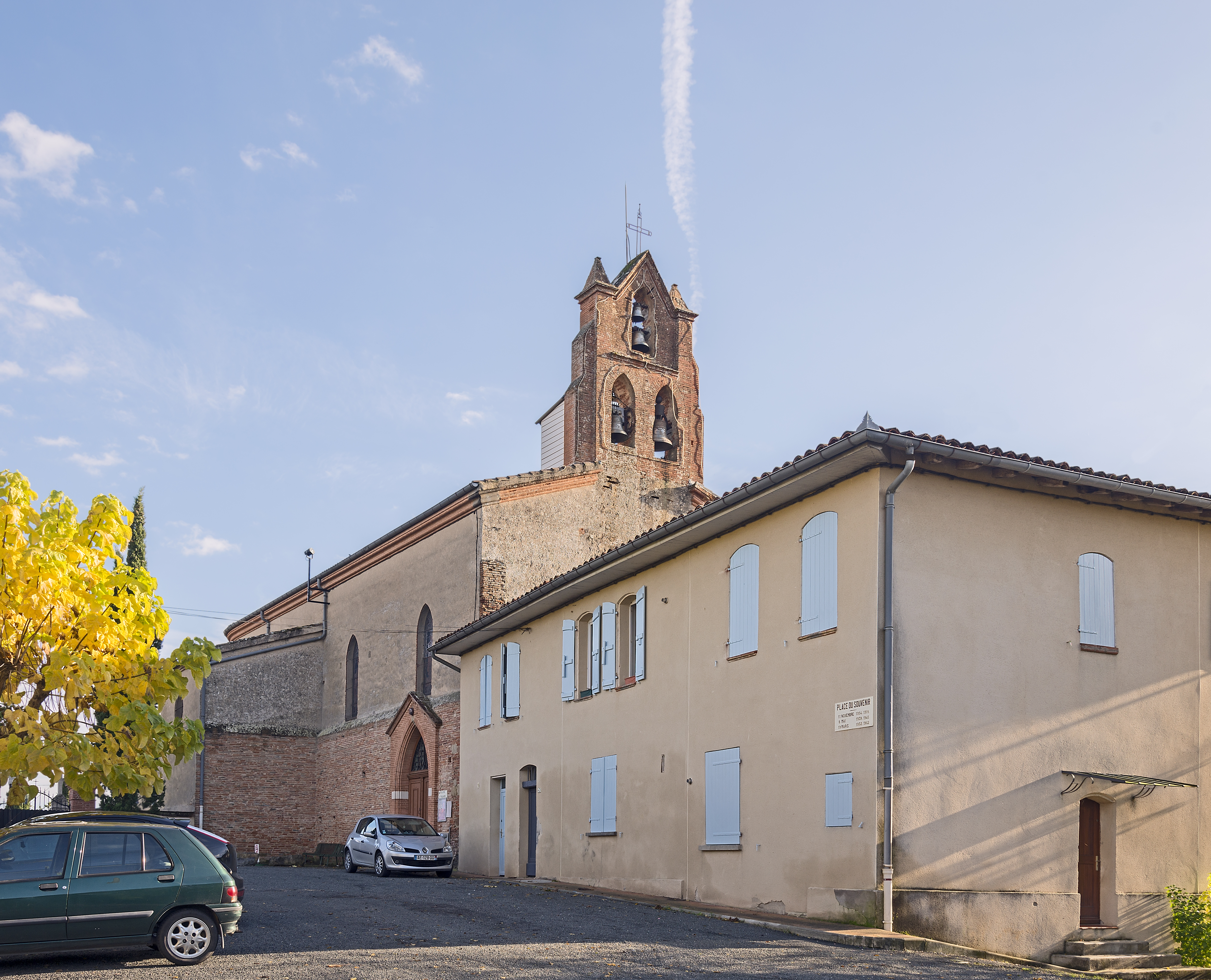
Kirche Saint-Blaise

- Kirche Sainte-Blaise